# История Гондураса

## Доколумбов период
Территория современного Гондураса входила в культурный регион, который историки называют Месоамерика.
На территории страны существовало несколько древних цивилизаций, наиболее известная из них — империя Майя. Крупным археологическим памятником, содержащим артефакты культуры майя на территории страны является Копан неподалёку от границы с Гватемалой.

## Колониальная эпоха
Первым европейцем, который достиг этой земли, был Христофор Колумб, когда он высадился в 1502 году на восточном побережье Гондураса и далее поплыл на восток к мысу, которому он дал название Кабо-Грасьяс-а-Дьос («Благодарение Богу»). В то время в этом регионе обитало несколько индейских племен.
После покорения Мексики Эрнан Кортес отправил сюда в 1524 году отряд под командованием Кристобаля де Олида для исследования и колонизации этой территории. В том же году Олид основал там первое поселение, Триунфо-де-ла-Крус. Обнаружив месторождения серебра, Кристобаль де Олид решил отделиться от испанских владений. Узнав о его измене, Кортес отправился форсированным маршем из Мексики через джунгли и болота вдоль побережья Мексиканского залива, пересек полуостров Юкатан и достиг Гондураса в 1525 году. Олид к тому времени уже был убит. Кортес основал несколько поселений, но завоеватели столкнулись с ожесточённым сопротивлением индейцев под командованием вождя Лемпиры, который сейчас считается национальным героем Гондураса.
До 1539 года Гондурас был включен в состав генерал-капитанства Гватемала, которое состояло из двух провинций — Тегусигальпа и Комаягуа, каждая из которых управлялась губернатором. Колония развивалась медленно, несмотря на безжалостную эксплуатацию индейцев на серебряных рудниках.
До 1821 года Гондурас, как и другие страны Центральной Америки и Мексика, объявил свою независимость от Испании, но в том же году был аннексирован Мексикой, где Агустин Итурбиде установил режим монархии (Первая Мексиканская империя).

## Соединённые Провинции Центральной Америки
После развала империи Итурбиде в 1823 году Гондурас и соседние с ним республики создали независимое, федеративное государство. По конституции 1824 года это государственное образование получило название Соединённые Провинции Центральной Америки. Политические разногласия, которые начались почти сразу после создания федерации, поставили Гондурас вместе с другими республиками в крайне тяжёлое положение. Основная борьба шла между консервативными элементами — крупными испанскими землевладельцами, которые выступали в союзе с католической церковью, и либералами, которые принадлежали к интеллектуальной элите и креолы-землевладельцы, которые выступали за светское государство и рыночную экономику.

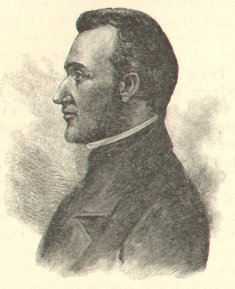
Франсиско Морасан Кесада: президент Федерации Центральной Америки.

В 1825 году сальвадорский либерал Мануэль Хосе Арсе был выбран первым президентом Соединённых Провинций, но в следующем году он отрекся от своей партии, провел ряд мероприятий, которые привели к возвращению во власть консерваторов и фактической отмены либеральной конституции. Это привело к гражданской войне, которая длилась с 1826 по 1829 годы. Важную роль в этот период сыграл известный уроженец Гондураса либерал Франсиско Морасан, который впоследствии стал национальным героем. В 1829 году армия под его командованием одержала победу над армией Арсе и оккупировала город Гватемала. Федеральная конституция была восстановлена, и в 1830 году Морасан был избран президентом. Хотя Морасан безусловно был успешным руководителем, он слишком спешил с либеральными реформами. Кроме того, республики, которые входили в федерацию, все ещё боялись претензий Гватемалы на верховенство, хотя Морасан и перенес в 1832 году столицу в Сан-Сальвадор. В конце концов, в 1838 году республики официально объявили о своем выходе из Федерации.

## Независимость
26 октября 1838 года законодательное собрание в Комаягуа провозгласило Гондурас независимой республикой. Гватемальский диктатор Рафаэль Каррера, который удерживал власть с 1844 по 1865 годы, сместил либеральные правительства в Гондурасе и Сальвадоре. Это частично стало решающей причиной для трёх соседних государств — Сальвадора, Гондураса и Никарагуа, где была достаточно сильно выражена тенденция к объединению, создать в 1849 году конфедерацию. Союз просуществовал до 1863 года.
С 1871 по 1874 годы Гондурас находился в состоянии войны с Сальвадором и Гватемалой. После окончания этой войны началась гражданская война в самом Гондурасе; она закончилась с избранием на пост президента Понсиано Лейвы, кандидатуру которого поддерживала Гватемала.
Следующим президентом (в 1876—1883 годах) был Марко Аурелио Сото, сторонник либеральных реформ. В 1880 году долгое соперничество между городами Тегусигальпа и Комаягуа закончилось тем, что Тегусигальпа окончательно утвердилась как столица.

## XX век
В начале XX века Гондурас оставался самой бедной и наименее развитой страной Центральной Америки. Фруктовые компании США, которые начали выращивать бананы на плантациях вдоль карибского побережья, вскоре стали решающей силой в экономической и политической жизни страны. До 1910 года американские компании контролировали 80 % всех банановых плантаций, а выращивание бананов было основной отраслью народного хозяйства. Гондурас назвали «банановой республикой». Гондурас участвовал в Первой мировой войне на стороне Антанты, но участие носило незначительную роль. В 1903, 1907, 1911, 1912, 1919, 1924 и 1925 годах войска США высаживались в Гондурасе, защищая американские интересы в этой стране. 
Летом 1927 года в Никарагуа началась национально-освободительная война против оккупировавших страну войск США, с 1928 года в составе армии генерала А. Сандино воевали добровольцы из Гондураса.
В 1933 году президентом стал Тибурсио Кариас Андино, который установил режим жестокой диктатуры. В январе 1949 года Кариас ушёл с должности президента, назначив на своё место Хуана Мануэля Гальвеса, которого поддерживала Национальная партия Гондураса. Гальвес провел ряд важных экономических и социальных реформ. Во время его правления строились новые дороги, школы, учреждения здравоохранения.
В октябре 1954 года произошли президентские выборы, но ни один кандидат не получил необходимого большинства, и в декабре власть захватил вице-президент Хулио Лосано Диас. В октябре 1956 года военная хунта низложила Лосано и организовала выборы в законодательное собрание и в 1957 году обнародовала новую конституцию.
В первом полугодии 1957 года осложнилась ситуация на границе между Никарагуа и Гондурасом. В ноябре 1957 года законодательное собрание провело выборы президента, которым стал Рамон Вильеда Моралес. Вильеда начал осуществление аграрной реформы, что вызвало недовольство землевладельцев и армии. В начале 1959 года военные попытались осуществить государственный переворот, с 7 по 9 февраля мятежники удерживали контроль над городом Санта-Барбара в западной части страны, на их сторону перешли сотрудники полиции, однако уже к 13 февраля антиправительственные вооружённые формирования под командованием полковника А. Веласкеса отступили на территорию Никарагуа, а к 12 июля 1959 года мятеж был полностью подавлен правительственными силами. В октябре 1963 года в стране произошёл очередной военный переворот.
В 1965 году прошли новые выборы в законодательное собрание, которое потом избрало президента на очередной 6-летний срок. Им стал военный, полковник Освальдо Лопес Арельяно, который остановил начатые при Вильеде аграрные реформы.
В 1960-е годы отношения между Гондурасом и Сальвадором значительно ухудшились, причиной чего стали приграничные конфликты, а также многочисленные факты переселения безземельных и безработных граждан Сальвадора в Гондурас. 14 июля 1969 года, вслед за скандальным футбольным матчем между командами этих стран, который проходил в Сан-Сальвадоре и сопровождался драками между болельщиками, вспыхнула т. н. «футбольная война». Четыре дня военных действий, согласно оценкам, стоили жизни двум тысячам человек. В июне 1970 года конфликт удалось частично урегулировать — государства договорились об установлении демилитаризованной зоны, а в 1976 году согласились уладить конфликт через посредников. Отношения между Гондурасом и Сальвадором оставались напряженными до 1980 года, когда был подписан мирный договор. В 1992 году приграничные противоречия были решены Международным судом ООН.
В марте 1971 года прошли общенациональные выборы, на которых президентом был избран Рамон Эрнесто Крус, лидер Национальной Партии. Однако в 1972 году Лопес Арельяно вернул себе власть, осуществив бескровный переворот и приостановив деятельность конгресса. На тот момент в стране снова начались крестьянские восстания. Лопес возобновил проведение аграрных реформ, распределив между безземельными крестьянами государственные земли и позволив заселение свободных частных земель. Лопес издал закон о новой аграрной реформе, направленной на создание крестьянских кооперативов. В апреле 1975 года военные устранили Лопеса от власти, и его место занял полковник Хуан Альберто Мельгар Кастро.
Коррупция и соперничество между разными группировками военных привели к тому, что в 1978 Мельгар Кастро был свержен военной хунтой, во главе которой стоял генерал Поликарпо Пас Гарсия. В 1980 году прошли выборы в законодательное собрание, но ни одна партия не получила большинства голосов, и Пас остался на посту президента.
На президентских выборах 1981 года победил кандидат Либеральной партии Роберто Суасо Кордова. В январе 1986 году его сменил другой либерал, Хосе Аскона, который одержал победу на следующих выборах над кандидатом от Национальной Партии Рафаэлем Кальехасом. Но Кальехас снова вернулся во власть набрав 51 % голосов на следующих выборах. В это время хотя в государстве номинально и существовало гражданское правительство, военные сохранили власть в своих руках.
Гондурас миновала участь Гватемалы, Сальвадора и Никарагуа, испытавших широкомасштабные гражданские войны, но в 1980-е годы в стране действовало несколько групп «левой» направленности (таких как Революционные народные силы Лоренцо Селайя, Народно-освободительное движение «Чиночерос», гондурасское отделение Революционной партии трудящихся Центральной Америки), на счету которых несколько терактов против одиозных фигур режима и американцев, а также два неудачных вторжения типа «фоко» с территории Никарагуа. В настоящий момент коммунисты и сторонники «левых» политических взглядов перегруппировались в партию ПУД.
С начала 1990-х в стране существует полноценная политическая жизнь, которая, правда, в большой степени определяется соперничеством двух партий-гигантов, Национальной и Либеральной, но избирательное законодательство позволяет и остальным политическим группам быть представленными в парламенте. Либеральная партия побеждала на президентских выборах 1993, 1997, 2005 годов, Национальная в 2001, 2009, 2013 годах.
В конце 1990-х обострились отношения Гондураса с соседним Никарагуа, с которым ещё с конца XIX века существовали разногласия относительно вопроса о суверенитете прибрежной зоны в районе мыса Кабо-Грасьяс-а-Дьос. Обе страны обвиняли друг друга в концентрации войск на границе. Никарагуа ввела дополнительные пошлины на товары из Гондураса и подала жалобу в Международный суд ООН в Гааге. Стороны при посредничестве Организации Американских Государств в 2000 году приняли решение о взаимном отводе войск от границы.
В 1993 году президентом стал Карлос Роберто Рейна, в 1998 — Карлос Роберто Флорес, в 2001 — Рикардо Мадуро, в 2005 — Мануэль Селайя Росалес, кандидат от Либеральной партии. 28 июня 2009 года президент был отстранен от власти военными по решению Верховного суда. Поводом послужила попытка Селайи организовать референдум, одобрение которого позволило бы действующему президенту избираться на второй срок. Международное сообщество в лице ООН, Организации Американских Государств и ЕС осудило действия военных, расценив произошедшее как военный переворот.
В ноябре 2009 года президентом был избран Порфирио Лобо, в 2014 году президентом стал Хуан Орландо Эрнандес. В 2017 году после решения Верховного избирательного трибунала, допустившего его к участию в новых выборах и разрешившего изменить конституцию, ранее запрещавшую повторное избрание действующего главы государства, Эрнандес был переизбран на президентский пост. Это вызвало напряженность в обществе, так как именно из-за попытки изменить конституцию и продлить свои полномочия ранее незаконно был отстранен от власти президент Селайя.
Страна остаётся одной из самых бедных в регионе, к 1993 году до 70 % населения жило ниже официального уровня бедности.